# Rakouská šlechta

Znak Rakouského císařství

Rakouská šlechta (německy österreichischer Adel), respektive rakousko-uherská šlechta (österreichisch-ungarischer Adel) je označení příslušníků společenského stavu v Rakouském a rakousko-uherském císařství.

## Rozsah

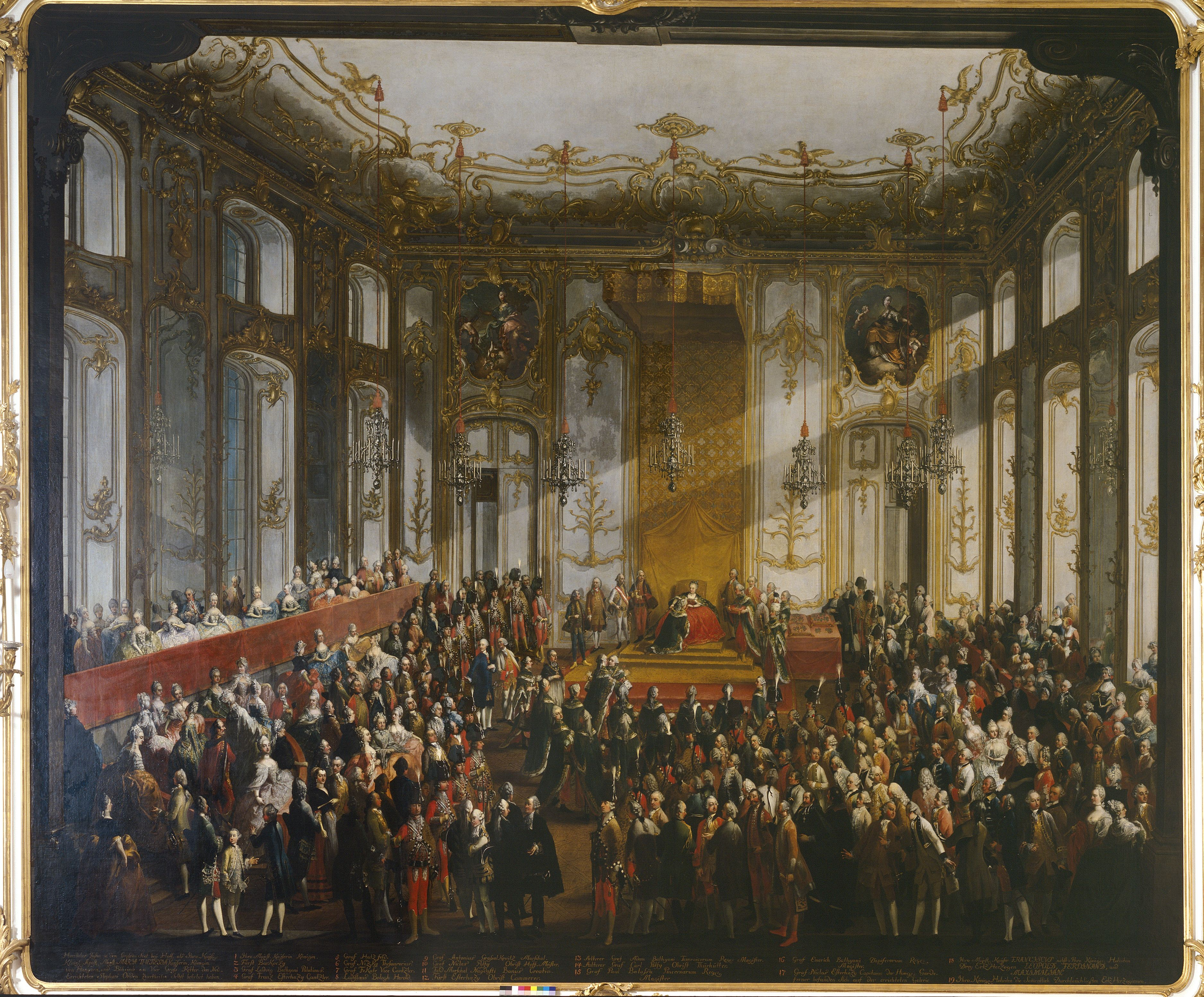
Císařský dvůr v době panování Marie Terezie, Hofburg, Vídeň

Rakouský systém uspořádání šlechty se podobal německému modelu (viz německá šlechta), neboť obě země mají společný základ z doby, kdy byly dříve součástí Svatá říše římská, existující v letech 962–1806.
Oficiálně byl šlechtický stav na území Rakouska zrušen v roce 1919 po vzniku Rakouské republiky. Zástupci šlechty jsou ovšem ve většině někdejších zemí monarchie stále součástí společnosti, zpravidla však nepožívají žádných zvláštních privilegií.
Každý šlechtic žijící pod habsburským žezlem a vázaný loajalitou panující dynastii a císaři, byl považován za součást rakouské aristokracie. To platilo pro každého člena české, uherské, polské, chorvatské aristokracie a dalších urozených rodů v Habsburské monarchii. Rozlišení etnicity jednotlivých rodů je ovšem velmi obtížné, zejména pro šlechtu v době Svaté říše římské a rakouské, respektive rakousko-uherská monarchie (1867–1918). Kupříkladu šlechtic z Haliče, jako hrabě Jordan-Rozwadowski (viz oddíl "Šlechtické tituly": Graf/Gräfin (hrabě/hraběnka), byl polský šlechtic, ovšem patřil současně k rakouské šlechtě.
V rámci rakouské šlechty se rozlišují dvě kategorie:
1. historická šlechta žijící na územích Habsburského císařství a s požehnáním hlavy panovnické dynastie až do roku 1918,
2. členové rodů narození po roce 1918, zvláště pak ti, kteří mají rakouské občanství, jejichž rody pocházejí z vlastního Rakouska, Jižního Tyrolska, severní Itálie, či Burgenlandu, nebo kteří byli povýšeni do šlechtického stavu během panování Habsburků a jsou považováni za součást této společenské třídy.

## Historie

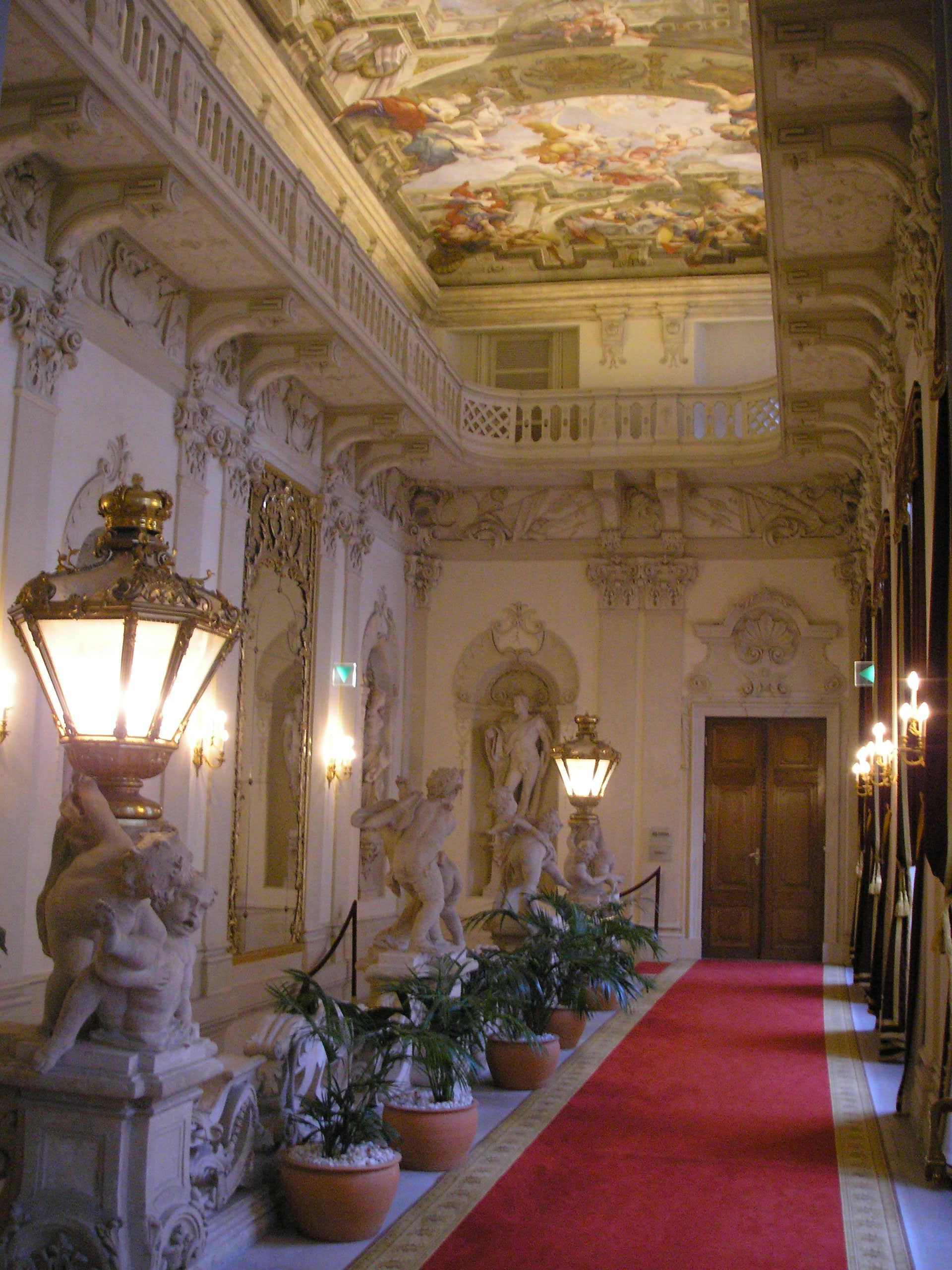
V období baroka, se šlechta začala pomalu přesouvala do měst a stavět si okázalé residence – paláce. Palác Kinských ve Vídni, patřící českému knížecímu rodu Kinských je jedním z nejvýznamnějších

Od roku 1453 měl rakouský arcivévoda pravomoc udělovat tituly a hodnosti také neurozeným osobám, podobně, jako činili např. salcburští arcibiskupové, jelikož Salcburské biskupské knížectví zůstávalo nezávislým územím. Kromě císaře Svaté říše (úřad, který v letech 1438 až 1806 téměř nepřetržitě drželi arcivévodové z habsburské dynastie), mělo takovou pravomoc jen několik málo regionálních vládců v císařství. V době absolutismu, šlechta sídlící ve městech se pozvolna měnila v dvorní šlechtu (Hofadel). Služba u dvora se stala primárním cílem šlechty. V rámci dvora se vytvořil okruh osob blízkých panovníkovi, zvaný 100 Familien (100 rodin), který disponoval značnou mocí a majetky. Zároveň s tím měla tato skupina značný vliv u dvora, a hrál tak významnou roli v politice a diplomacii země.
Po zániku Svaté říše římské v roce 1806, Habsburští panovníci, kteří byli od roku 1804 rakouskými císaři, nadále povyšovali některé osobnosti do šlechtického stavu až do konce monarchie v roce 1918. Některé z urozených rodin dokonce získaly dědičné zasedací právo v Panské sněmovně (Herrenhaus), horní komoře Říšské rady (Reichsrat). Příslušníci šlechty z dříve suverénních států jako např. země v severní Itálii (Benátsko, Mantova, Milán) byli rovněž uznáváni úřady a směli si ponechat svůj titul a práva.

## Zrušení šlechty v Rakousku
V roce 1919 byly vydány dva zvláštní zákony, týkající se zrušení aristokracie v Rakousku:
1. tzv. "Habsburský zákon" ("Habsburgergesetz"), který měl za cíl detronizovat a vyhostit členy habsburského rodu a zkonfiskovat jejich majetek,
2. a po něm následoval v témže roce tzv. "Zákon o zrušení šlechty" ("Adelsaufhebungsgesetz"), který měl zrušit také šlechtu a její privilegia, zakázat tituly a šlechtická jména v Rakousku. [pozn. 1]

Naproti tomu v jiných evropských monarchiích, smějí rakouské šlechtické rody užívat svůj titul stejně jako aristokratické předložky jako von a zu ve jméně a náleží jim šlechtický status. Například jméno následníka rakousko-uherského trůnu v samotném Rakousku zní pouze Karl Habsburg-Lothringen, kdežto například v Belgii jeho jméno zní arcivévoda Karel Rakouský.
To může být v některých případech matoucí, jelikož potomci šlechtických rodů bývají v zahraničí běžně oslovováni či uváděni plným jménem včetně šlechtických titulů. Často také mají členové šlechtických rodin vícero občanství. To byl také případ Otto Habsburského (prvorozeného syna posledního rakouského císaře a otce Karla Habsbursko-Lotrinského), který byl zároveň německým občanem.
Zejména příslušníci nižší šlechty (jako zaměstnanci veřejné správy) považovali radikální krok zrušení jako ponižující, neboť jejich úsilí vynaložené na dosažení šlechtického titulu byl způsob, jak dosáhnout větší společenské stability a zabezpečení svých rodin. Příslušníci vyšší šlechty formální zrušení titulů přijali o poznání lépe. Přišli sice o své tituly a privilegia, zůstaly jim však jejich společenské vazby a postavení, způsoby i majetky.
Rakouský prezident Michael Hainisch oficiální zrušení označil za: 
| „ | "... ein kindisches Beginnen, schon deshalb, weil man gar nicht diejenigen traf, die man hatte treffen wollen. Ich sprach einmal mit der ebenso feinen wie klugen Fürstin Fanny Starhemberg über diesen Punkt. 'Uns', sagte sie, 'macht die Aufhebung des Adels nichts, wir bleiben mit oder ohne den Titel immer die Starhembergs." ("...dětinské, neboť nezasáhlo ty, které mělo zasáhnout. Hovořil jsem o tom kdysi s noblesní a velmi inteligentní kněžnou Fanny Starhembergovou. "Pro nás", říkala, "je oficiální zrušení vcelku irelevantní, neboť budeme stále Starhembergové, ať s tituly či bez." | “ |

Zákon, který zrušil šlechtu a tituly, nebyl nikdy odvolán, a to ani v době austrofašismu (1934–1938). Po anšlusu Rakouska Nacistickým Německem (1938–1945), zákon zůstával v platnosti, nebyl však vynucován, a umožňoval rakouským šlechticům opět užívat svobodně své tituly.
Ačkoli šlechtické tituly a předložky von a zu nejsou dle současného rakouského práva legální, některé osoby jsou neoficiálně označovány svým titulem. Například Karel Schwarzenberg někdy bývá v médiích titulován jako kníže ze Schwarzenbergu (Fürst zu Schwarzenberg). Ten však má české a švýcarské, nikoli rakouské občanství.
Na rozdíl od šlechty v ostatních částech monarchie, tzn. v Čechách (Československu), Polsku, Rusku, či někdejším Prusku, majetky rakouské šlechty v Rakousku nebyly nikdy zkonfiskovány (s výjimkou panovníka a jeho rodiny, jejichž majetek byl zkonfiskován rakouskou republikánskou vládou v roce 1919). Republikánská vláda zavedla sociální opatření ve snaze o vytvoření větší rovnosti mezi obyvatelstvem a financovala veřejné projekty, což však způsobilo napětí v tradičním systému vlastníků půdy a nerovnováhu v ekonomickém systému. To představitele šlechty vedlo k nucenému prodeji mnoha paláců a budov z důvodu příliš nákladné správy a údržby. Nicméně nebylo záměrem vlády zaměřit se výslovně na šlechtu a odejmout její vlastnictví.
I přes veškerou snahu republikánských vlád je šlechta stále vnímána poněkud odlišně od ostatních vrstev společnosti. Rakouská šlechta stále hraje významnou roli například v poválečných filmech (např., Sissi a Za zvuků hudby), a stále se pravidelně objevuje v médiích a literatuře. Společenské události šlechty jsou stále bedlivě sledovány bulvárním tiskem. Navíc je někdy výslovně porušován zákon při příležitostech kdy jsou příslušníci šlechty oslovováni při různých příležitostech: na každoroční oslavě narozenin císaře Františka Josefa I. v Bad Ischlu jsou např. členové někdejší císařské habsbursko-lotrinské dynastie rakouskými médii titulováni jako "Jejich císařské a královské Výsosti".
I přes zákaz užívání titulů, některé šlechtické rody stále patří mezi nejbohatší rodiny v Rakousku, jako např. Esterházyové, Mayr-Melnhofové či Mautner-Markhofové. Mnoho členů rakouské šlechty dosud působí v tradičních oblastech, jako jsou diplomacie či politika, působí jako podnikatelé a finančníci nebo filantropové.
V roce 2005 byl počet členů rakouské šlechty odhadem 20 000. V témže roce byl založen svaz s názvem Vereinigung der Edelleute in Österreich (Svaz rakouských aristokratů, zkr. V.E.Ö.), který se považuje za nástupce Vereinigung katholischer Edelleute in Österreich (Svaz katolické aristokracie v Rakousku), založeného v roce 1922. V roce 1938 byl zakázán nacisty . Až do nedávné doby byly veškeré pokusy o oživení svazu blokovány rakouskými úřady.